# لويس غريفز
لويس غريفز (بالإنجليزية: Louis Graves)‏ هو رئيس تحرير صحيفة أمريكي، ولد في 6 أبريل 1883 في تشابل هيل في الولايات المتحدة، وتوفي في 23 يناير 1965.